# ليغو نينجاغو: أبطال السبينجيتسو
ليغو نينجاغو: أبطال السبينجيتسو (بالإنجليزية: LEGO Ninjago: Masters of Spinjitzu)‏ مسلسل رسوم متحركة تلفزيوني أكشن كوميدي عائلي، يدور حول مغامرات النينجا. هذا المسلسل مقتبس من سلسلة لعب ليغو من نفس الاسم.
تم بث المسلسل التلفزيوني لأول مرة على قناة كرتون نتورك البريطانية ثم على قناة كرتون نتورك في 14 يناير 2011، وبث المسلسل في العالم العربي على كرتون نتورك مينا (العربية والإنجليزية) وبث لأول مرة في العالم العربي على قناة كرتون نتورك بالعربية في 9 ديسمبر 2013.
يوجد هنالك 14 موسم منه وبالإضافة إلى العرض الخاص «يوم الراحلون» والفيلم السينمائي "The LEGO Ninjago Movie"

## نظرة عامة
يحكي المسلسل عن عالم خيالي اسمه نينجاغو، مكان مستوحى من الأساطير والثقافة الصينية واليابانية. يتم تقسيم الأرض بين نينجاغو الصالحة وجزيرة الظلام، حيث يتواجد «سيد الظلام». الذي هو مصدر الشر، حيث أن الأشرار مثل «اللورد غارمدون» و«جيش سكيلتين» والنينجا الآليين والأشباح والقراصنة جنباً إلى جنب مع الأماكن المقدسة حيث يتم إخفاء أشياء كثيرة أو المنسية (مثل «مقابر السربنتين» أو الأسلحة الذهبية). والشخصيات الرئيسية تملك قوى عنصرية وهذه العناصر هي: النار، الجليد، البرق، الأرض، والطاقة والماء.) في حين يضم العديد من المباني المصممة تاريخياً والملابس التقليدية، نينجاغو هو إعداد حديث يتضمن المدن الكبرى مع ناطحات السحاب، مما يتضمن المركبات والإلكترونيات الحديثة وشبه الآلية من العصر الحالي (والمستقبلية). بين النزوح الزمنية الأخرى.

## الشخصيات

### الشخصيات الرئيسية
- كاي / النينجا الأحمر / نينجا النار
  - مؤدي الصوت: فنسنت تونغ
  - المدبلج العربي: أدهم سيد (تغير صوته عدة مرات)
  - العنصر: النار/اللهب
- جاي / النينجا الأزرق / نينجا البرق
  - مؤدي الصوت: مايكل آدمثوايت
  - المدبلج العربي: أحمد عبد الحميد
  - العنصر: البرق/الكهرباء/الرعد
- نيا / ساموراي إكس الأولى / النينجا الازرق النيلي / نينجا الماء
  - مؤدية الصوت: كيلي ميتزجر
  - المدبلجة العربية: آية حمزة
  - العنصر:الماء
- زين/ النينجا الأبيض / نينجا ثلج / التيتانيوم
  - مؤدي الصوت: برنت ميلر
  - المدبلج العربي: حسام عادل
  - العنصر: الثلج/الجليد/التيتانيوم (القدرات الروبوتية/التكنولوجية).
- كول / النينجا الأسود / نينجا الأرض / النينجا الشبح
  - مؤدي الصوت: كيربي مورو
  - المدبلج العربي: رضا حسني
  - العنصر: الأرض/القوة الشبحية (سابقا)
- لويد / النينجا الأخضر / النينجا الذهبي 
  - مؤدية الصوت: جيليان مايكلز
  - المدبلجة العربية:لبنى عبد العزيز
  - العنصر: الطاقة/القوة الذهبية (سابقا).

### شخصيات أخرى
- المعلم وو
  - مؤدي الصوت: بول دوبسون
  - المدبلج العربي: جهاد أبو العينين - ياسر عزت (من الموسم الخامس)
  - العنصر: الابتكار/التكوين
- لورد غارمدون / المعلم غارمدون
  - مؤدي الصوت: مارك أوليفر
  - المدبلج العربي: هاني عبد الحي
  - العنصر: التدمير/الظلام (سابقا)
- ميساكو / والدة النينجا الأخضر / زوجة المعلم غارمادون
  - مؤدية الصوت: كاثلين بار
  - المدبلجة العربية:
- ديرث / النينجا البني
  - المدبلج العربي: ياسر عزت
- ناداكان / الجني القرصان
  - مؤدي الصوت: سكوت ماكنيل
  - المدبلج العربي: هاني عبد الحي
  - العنصر: تحقيق الأمنيات
- كلاوس / سيد فنون الظلام
  - مؤدي الصوت:
  - المدبلج العربي:
  - العنصر: السحر الاسود
- مورو / النينجا الشبح
  - مؤدي الصوت:
  - المدبلج العربي:
  - العنصر: الرياح / القوة الشبحية

## الحلقات
هذه قائمة حلقات ليغو نينجاغو: أبطال السبينجيتسو على كرتون نتورك بالعربية.
نظرة على السلسلة[عدل]
الموسم	الحلقات	تاريخ البث العربي
بداية السلسلة	نهاية السلسلة
1: الموسم	13	2 ديسمبر، 2013	14 يناير، 2014
2: الموسم	13	6 أبريل، 2014	22 أبريل، 2014
الموسم 1[عدل]
الرقم في السلسلة	الرقم في الموسم	العنوان	تاريخ البث العربي
1	1	«عودة الثعابين»	02 ديسمبر 2013
2	2	«البيت»	09 ديسمبر 2013
3	3	«لدغة الأفعى»	16 ديسمبر 2013
4	4	«لا تثق في ثعبان»	23 ديسمبر 2013
5	5	«علبة الديدان»	30 ديسمبر 2013
6	6	«ملك الأفاعي»	05 يناير 2014
7	7	«تيك توك»	06 يناير 2014
8	8	«عضة واحدة جحر مضاعف»	07 يناير 2014
9	9	«الحداد الملكي»	08 يناير 2014
10	10	«النينجا الأخضر»	09 يناير 2014
11	11	«كل اللاشيء»	12 يناير 2014
12	12	«ظهور المفترس الأعظم 1»	13 يناير 2014
13	13	«يوم المفترس الأعظم 2»	14 يناير 2014
الموسم 2[عدل]
الرقم في السلسلة	الرقم في الموسم	العنوان	تاريخ البث العربي
14	1	«الظلام سيعود»	06 أبريل 2014
15	2	«قراصنة ضد نينجا»	07 أبريل 2014
16	3	«متاعب مزدوجة»	08 أبريل 2014
17	4	«سباق النينجا»	09 أبريل 2014
18	5	«لعب الأطفال»	10 أبريل 2014
19	6	«المكان خطأ في الوقت الخطأ»	13 أبريل 2014
20	7	«الجيش الصخري»	14 أبريل 2014
21	8	«يوم صمود نينجاغو»	15 أبريل 2014
22	9	«الرحلة الأخيرة»	16 أبريل 2014
23	10	«جزيرة الظلام»	22 أبريل 2014
24	11	«الأمل الأخير»	20 أبريل 2014
25 12	«عودة سيد الظلام»	21 أبريل 2014
26	13	«ظهور أستاذ السبينجيتسو»	17 أبريل 2014

## يوم الراحلون
قامت شركة ليغو بإنتاج عرض خاص من المسلسل بعنوان (يوم الراحلون (بالإنجليزية: Day of the departed) بطولة كول وتدور أحداثه حول كول الذي يختفي فجأة أثناء زيارة النينجا لمتحف نينجاغو التاريخي في عيد يسمى «يوم الراحلين» ولا يلاحظ أحد اختفاءه إلى أن سمع صوتا يصدر من صورة المعلم يانغ (مبتكر الإيرجيتسو) وهو يقول له (تعال إلي) فيذهب كول مسرعا إلى معبد يانغ القديم وتدور الأحداث حتى يجر المعلم يانغ كول إلى كسر إحدى الفخارات القديمة التي تحرر سحرا يقوم بإعادة الأشرار الموتى إلى الحياة وتحديدا أعداء النينجا من المواسم السابقة (مورو - السيد تشين - جنرال كريبتور -جنرال كوزو- بايثور (لكنه لم يمت لكن كان موجوداً هناك بالصدفة)).

## وصلات خارجية
- ليغو نينجاغو: أبطال السبينجيتسو على موقع IMDb (الإنجليزية)
- ليغو نينجاغو: أبطال السبينجيتسو على موقع روتن توميتوز (الإنجليزية)
- ليغو نينجاغو: أبطال السبينجيتسو على موقع نتفليكس (الإنجليزية)
- ليغو نينجاغو: أبطال السبينجيتسو على موقع كينوبويسك (الروسية)
- ليغو نينجاغو: أبطال السبينجيتسو على موقع ألو سيني (الفرنسية)
- ليغو نينجاغو: أبطال السبينجيتسو على موقع قاعدة بيانات الفيلم (الإنجليزية)
- الموقع الرسمي